# محمد علي العظمي
محمد علي العظمي والمعروف باسمه الحركي عمر الحضرمي (1949 - ) هو سياسي مغربي، وهو من الرعيل الأول وأحد مؤسسي جبهة البوليساريو. عينه محمد السادس والياً لجهة كلميم السمارة في يناير 2014.
وبعد انتفاضة مخيمات تندوف، اتهم بارتكاب العديد من انتهاكات حقوق الإنسان بما في ذلك جرائم الحرب المزعومة وتعذيب أسرى الحرب المغاربة والمعارضين الصحراويين في مخيمات اللاجئين، حيث ألقي عليه القبض وأحتجز أكثر من 7 أشهر، من أكتوبر 1988 إلى مايو 1989، وبعد الإفراج عنه سافر إلى الولايات المتحدة بمهمة تمثيل البوليساريو في واشنطن، وبعد 3 أشهر عاد إلى المغرب عام 1989 تلبية لنداء "الوطن غفور رحيم"، واستقر في العاصمة الرباط.

## مناصب
- محافظ مدينة قلعة السراغنة من 25 يناير 1995-27 سبتمبر 1998
- والي مدينة سيدي قاسم من 27 سبتمبر 1998 - 11 يناير 2002
- والي جهة الشاوية ورديغة 11 يناير 2002 - 20 يناير 2007.[6]